# 威廉斯鎮區 (密蘇里州本頓縣)
威廉斯鎮區（英語：Williams Township）是位於美國密蘇里州本頓縣的一個行政鎮區。

## 地方資料
威廉斯鎮區的面積為362.89平方千米，當中陸地面積為361.99平方千米，而水域面積為0.90平方千米。根據2020年美國人口普查的數據，當地共有人口3211人，而人口密度為每平方千米8.85人。